# 김선동 (1967년)
김선동(金先東, 1967년 9월 9일~)은 대한민국의 정치인이다. 제18·19대 국회의원을 지냈다.

## 생애

### 노동 운동
1985년에 고려대 물리학과에 입학하여 1988년 광주학살진상규명을 위해 미문화원점거투쟁을 했다. 그로 인하여 대학교에서 제적당했다. 그 후 울산 현대중공업 사내하청, 광주 기아자동차 하청업체,광주 금호타이어 사내하청업체 등에 근무하면서 노동자로서 살아갔다.
2000년 민주노동당 광주시당 조직국장으로 대한민국 초기 진보당 운동에 몸을 던져 일했다. 그 후 민주노동당 전남도당 위원장, 민주노동당 전남도지사 후보, 민주노동당 사무총장 등을 역임한 후 임기를 마치고 본인이 노동운동과 진보당 운동에 몸과 마음을 바쳐 있는 힘을 다했던 순천으로 돌아와 전국플랜트 건설노조 소속의 배관 노동자로의 삶을 걸었다.

### 정치 활동
2000년 민주노동당 광주시당 조직국장을 맡으면서 정계에 입문했으며 2004년 전남도지사 보궐선거에 민주노동당 후보로 출마했다. 당시 조직이나 기반이 절대적으로 부족한 상황이었는데도 득표율 7.4%로 선전했다. 이후 민주노동당 전남도당 위원장, 민주노동당 집권전략위원, 민주노동당 사무총장, 권영길 대통령 후보 중앙선거대책본부장 등 여러 당직을 거쳤다.
2011년 국회의원 서갑원(민주당)이 정치자금법 위반으로 의원직 상실로 인하여 순천에서 4.27 재보궐 선거를 치르게 되었다. 야4당은  야권단일화를 하게 되었고 비민주당 야4당 단일후보로 민주노동당 후보 김선동이 선출되어 제18대 국회의원에 당선됐다. 제18대 국회(2008~2012) 4년 임기 동안 의안 총 448건을 발의했다. 이 중 1인발의한 의안은 총 0건이고 본회의에서 가결된 의안은 총 20건이다.
2012년 제19대 총선에서 전직 순천시장 출신인 민주통합당 후보 노관규와 맞붙어서 득표율 56.4%로 재선에 성공했다. 2016년 순천시에서 국회의원 선거를 준비했으며,  해룡면을 광양시·곡성군·구례군과 통합하여 순천시·광양시·곡성군·구례군 을 선거구로 만들자 해룡면이 아닌 순천시 즉 순천시·광양시·곡성군·구례군 갑에 출마했으나 낙선했다. 제21대 국회의원 선거 전라남도 순천시 선거구 획정 헌법소원을 제기했으나 2023년 기각되었다.

## 학력
- 1978년 충무국민학교 졸업
- 1981년 고흥도화중학교 졸업
- 1984년 순천고등학교 졸업
- 1988년 고려대학교 이과대학 물리학과 학사 제적

## 약력
- 1997년 육군 3군단 포병 병장 전역
- 2000년 민주노동당 광주광역시당 조직국장
- 2003년 민주노동당 전라남도당 위원장
- 2006년 민주노동당 사무총장
- 2011년 순천시 국회의원 민주노동당
- 2012년 순천시곡성군 국회의원 통합진보당
- 2017년 제19대 대통령후보 민중연합당
- 2020년 제21대 총선 순천시 국회의원 후보 민중당
- 2020년 진보당 순천시 위원회 위원장

## 사건사고

### 정치자금법 위반 및 국회 최루탄 소동
2011년 11월 22일에 열린 한미 자유 무역 협정 대한민국 국회 의결 과정에서 결과에 반발하여 최루탄을 터뜨리고 가루를 던지는 행위로 인해 총포 도검 화약류 등 단속에 관한 법률 위반으로 기소되었다. 1심, 2심 모두 징역 1년에 집행유예 2년의 의원직 상실형이 선고되었고 2014년 6월 12일 대법원에서 원심 확정을 판결하여 의원직을 상실하였다.
2016년 6월 2일 서울고등법원 재심 재판부는 폭력행위등 처벌에 관한 법률위반 혐의에 대해서 무죄를 선고하고 정치자금법위반, 특수공무집행방해, 총포·도검·화약류등단속법위반, 특수국회회의장소동 혐의로 김선동에게 징역 8개월, 집행유예 1년(2014년 6월 12일부터 형의 집행을 유예)을 선고하였다.

## 역대 선거 결과
|  | 7.43% |

|  | 36.24% |

|  | 56.40% |

|  | 0.08% |

|  | 4.42% |

## 소속 정당
| 소속 정당 | 소속 정당      | 소속 기간 | 비고           |
| --------- | -------------- | --------- | -------------- |
|           | 건설국민승리21 | 1997~1999 | 창당 정계 입문 |
|           | 무소속         | 1999~2000 | 정당 해산      |
|           | 민주노동당     | 2000~2011 | 창당           |
|           | 통합진보당     | 2011~2014 | 합당           |
|           | 무소속         | 2014~2016 | 정당 해산      |
|           | 민중연합당     | 2016~2017 | 입당           |
|           | 민중당         | 2017~2020 | 합당           |
|           | 진보당         | 2020~현재 | 당명 변경      |

## 같이 보기
- 순천시 (2000년 선거구)
- 순천시의 국회의원
- 순천시·곡성군
- 곡성군의 국회의원
- 대한민국 제19대 대통령 선거